# Orite de Blyth
Aegithalos iouschistos
Espèce
Statut de conservation UICN

 LC  : Préoccupation mineure
Répartition géographique
L'Orite de Blyth (Aegithalos iouschistos) est une espèce de passereaux de la famille des Aegithalidae. Elle est présente dans l'Himalaya, au Tibet, au Népal et au Bhoutan.